# Luis Margani
Luis Margani (Sicilia; 4 de septiembre de 1948) es un actor y músico italiano radicado en Argentina.

## Biografía
Es electricista de autos sin formación actoral. Fue bajista del grupo musical Séptima Brigada en la década de 1970, autores de Paco Camorra y Juan Camelo entre otros, con el que en 1970 participó en la película El profesor patagónico protagonizada por Luis Sandrini. En 1995, convocado por el director de cine Pablo Trapero, debutó en el cortometraje Negocios; cuatro años después protagonizó la película Mundo grúa por la cual recibió el premio a la mejor actuación otorgado por el Festival de Cine Independiente. En 2000 recibió el premio Cóndor de Plata como actor revelación masculina, otorgado por la Asociación de Cronistas Cinematográficos de la Argentina.

## Televisión
- 2020: El presidente como Julio Grondona.
- 2016: Educando a Nina como Errico.
- 2014-2015: Viudas e hijos del rock and roll como Remigio.
- 2006: Collar de Esmeraldas como Don Luis
- 2005: Criminal como víctima.
- 2005: Mujeres asesinas.
- 2003-2004: Costumbres argentinas.
- 2003: Resistiré.
- 2002: Tumberos como Padre Walter.
- 2001: Cuatro amigas.
- 2001: EnAmorArte como Francisco "Pancho" Serrano.
- 2000-2001: Luna salvaje.
- 2000: Los buscas de siempre como entrenador.

## Cine
- 2023 - Doble discurso ... Presidente
- 2020 - El cazador ... Mono
- 2018 - Krona³ The Froggy Case ... Detective Henry Chandler
- 2014 - Labia... Pepe.
- 2013 - Forajidos de la Patagonia... Rulo Margani.
- 2011 - Industria argentina... Cacho
- 2011 - Una cita, una fiesta y un gato negro... Ramírez
- 2009 - Recortadas... El mecánico
- 2007 - Pozo ciego... Pedro
- 2005 - Un minuto de silencio... Gordo.
- 2005 - Toro (cortometraje) ... Rulo
- 2004 - Hogar ... Anciano
- 2004 - Navidad en el placard... Linyera
- 2003 - Dar de nuevo. Drama.
- 2003 - El favor... Caligari
- 2003 - Tus ojos brillaban. Comedia.
- 2001 - Cartón pintado. Cortometraje.
- 2001 - La fiebre del loco (Chile).
- 2001 - La fuga. Drama. Personaje: Comprador de la carbonería
- 2001 - Naikor. Cortometraje. Personaje: Trabajador puerto
- 2000 - Una noche con Sabrina Love. Comedia. Personaje: Camionero
- 1999 - Mundo grúa. Personaje: Rulo
- 1995 - Negocios. Cortometraje. Personaje: Rulo

## Teatro
- Patagonia en flor, de Rubén Pires.
- El viejo criado, de Roberto Tito Cossa.
- Premonición, de Inmaculada Alvear.
- Así en la tierra como en el cielo, de Itziar Pascual.
- Proyecto Alaska, dirección de Sergio Souza.
- Mirando los pájaros, de James Freeborn.